# قراجه ساقی
قراجه ساقی یکی از اتابک‌های حکومت سلجوقیان در زمان سلطان سنجر بود که بر بلاد فارس حکم می‌راند. او در سال ۵۲۶ هجری، حین نبرد میان سنجر و مسعود سلجوقی، به لشکریان مسعود پیوست و در نبرد دینور به دست سلطان سنجر کشته شد. در این نبرد او به دست یکی از سپاهیان باوندیان، که متحد سنجر بودند، با نیزه از اسب به زمین افتاده و دستگیر شد.